# Kleiner Hafner
Le Kleiner Hafner est l'un des 111 sites repris sur la liste du patrimoine mondial de l'UNESCO Habitations préhistoriques sur pilotis  autour des Alpes, dont 56 sont situés en Suisse,.

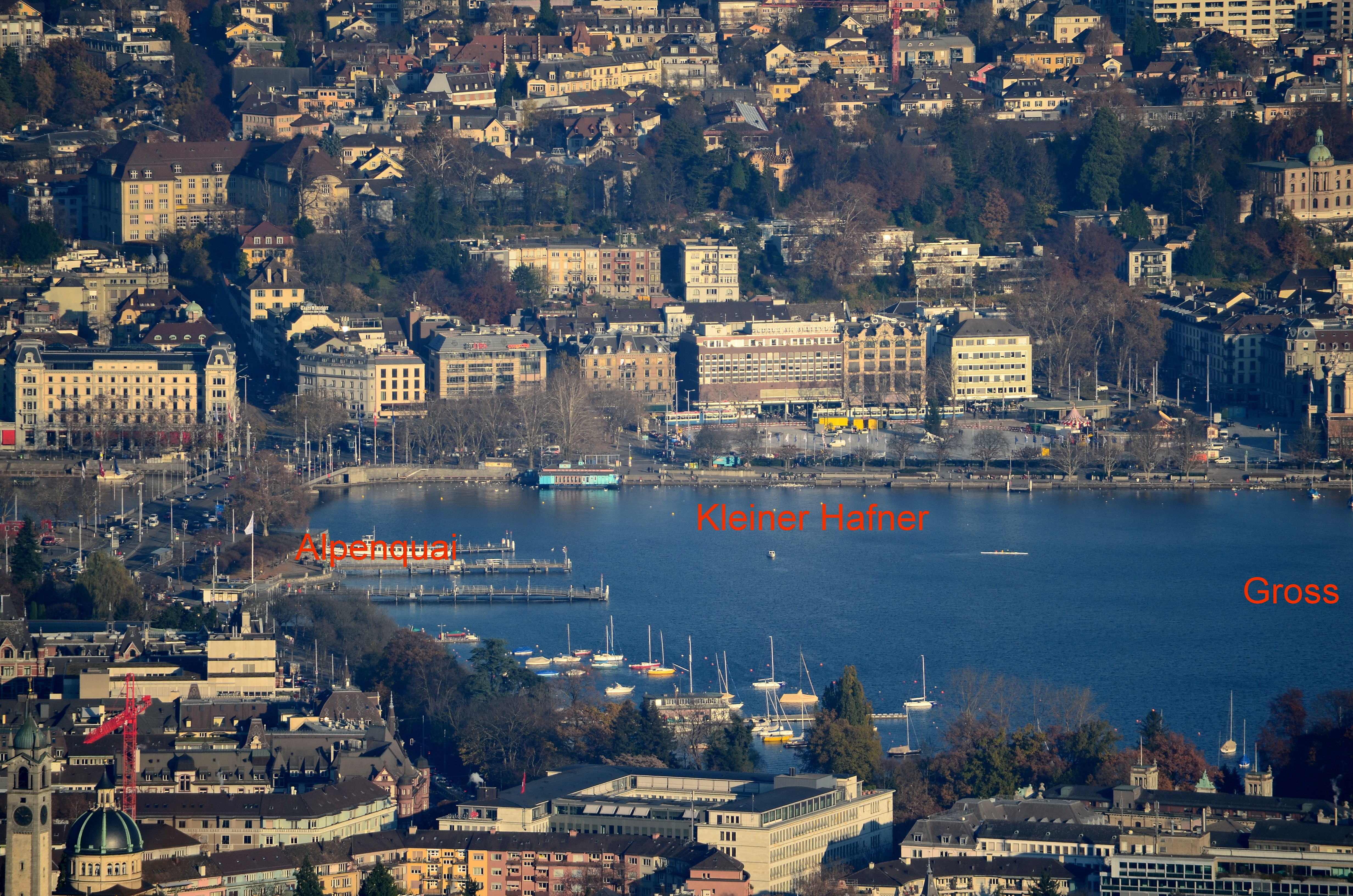
Le site de la colonie préhistorique

## Géographie

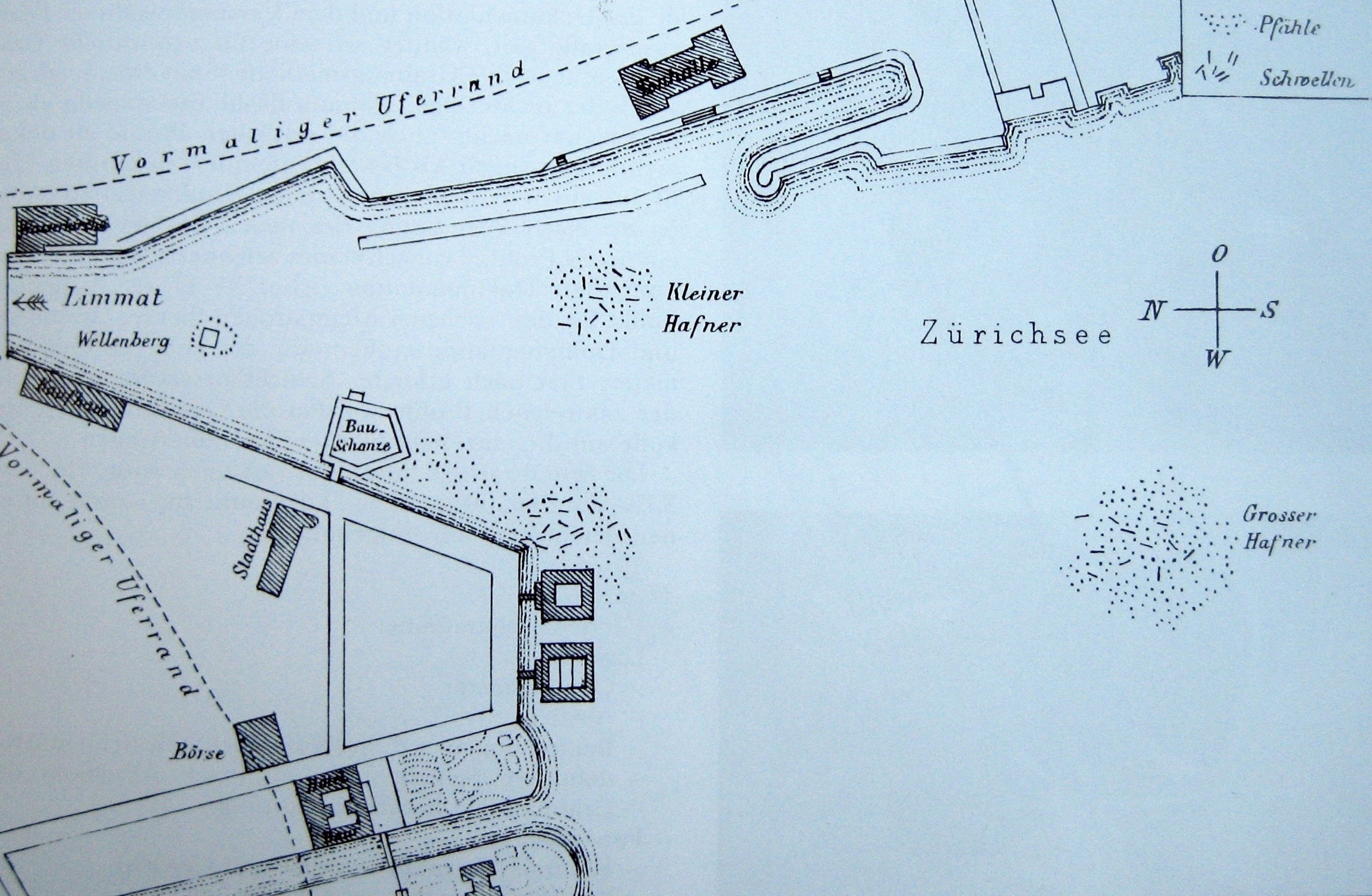
Plan de Ferdinand Keller

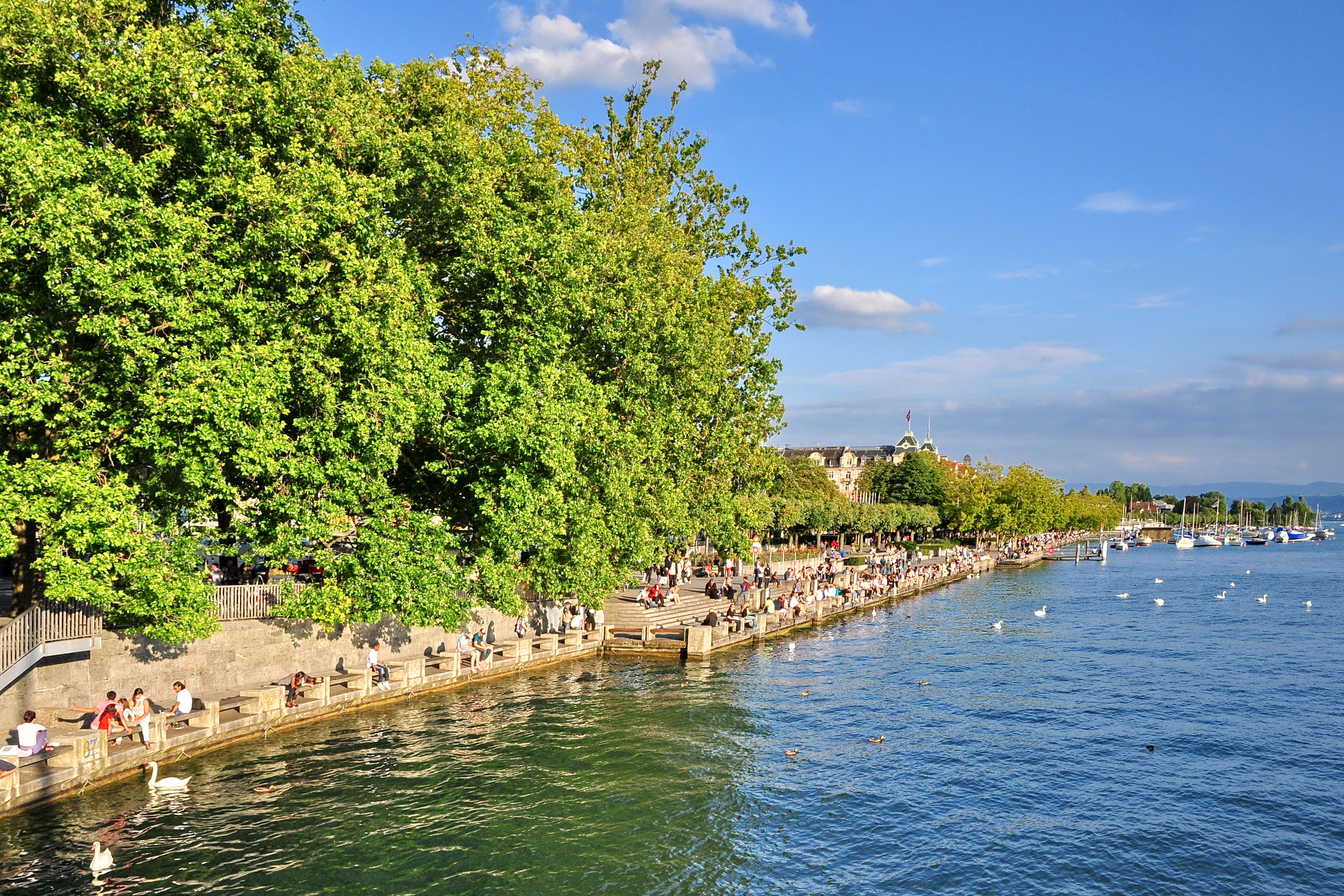
L'ancien site de lUtoquai d'aujourd'hui

Le Kleiner Hafner était situé sur des terres marécageuses  sur une petite péninsule à Zürich, entre la rivière Limmat et le Zürichsee, et autour de la Sechseläutzenplatz. D'autres habitations préhistoriques sur pilotis ont été retrouvées autour du lac de Zurich, ces habitations ont été construites pour se protéger des inondations occasionnelles par les rivières Linth et Jona. Le site est situé sur les rives du lac de Zurich à Enge, une localité de la municipalité de Zürich.

## Histoire
Le site est internationalement connu depuis 2009, lorsque pendant le début de la construction d'un parking souterrain sous la Sechseläutzenplatz, des restes d'habitations préhistoriques sur pilotis furent retrouvés,. Au lieu d'une fouille de sauvetage, les travaux de construction ont été suspendus pendant neuf mois et les vestiges de la colonie ont été systématiquement enregistrés archéologiquement. Les résultats des fouilles sont exposés en permanence dans le pavillon au bord du lac.

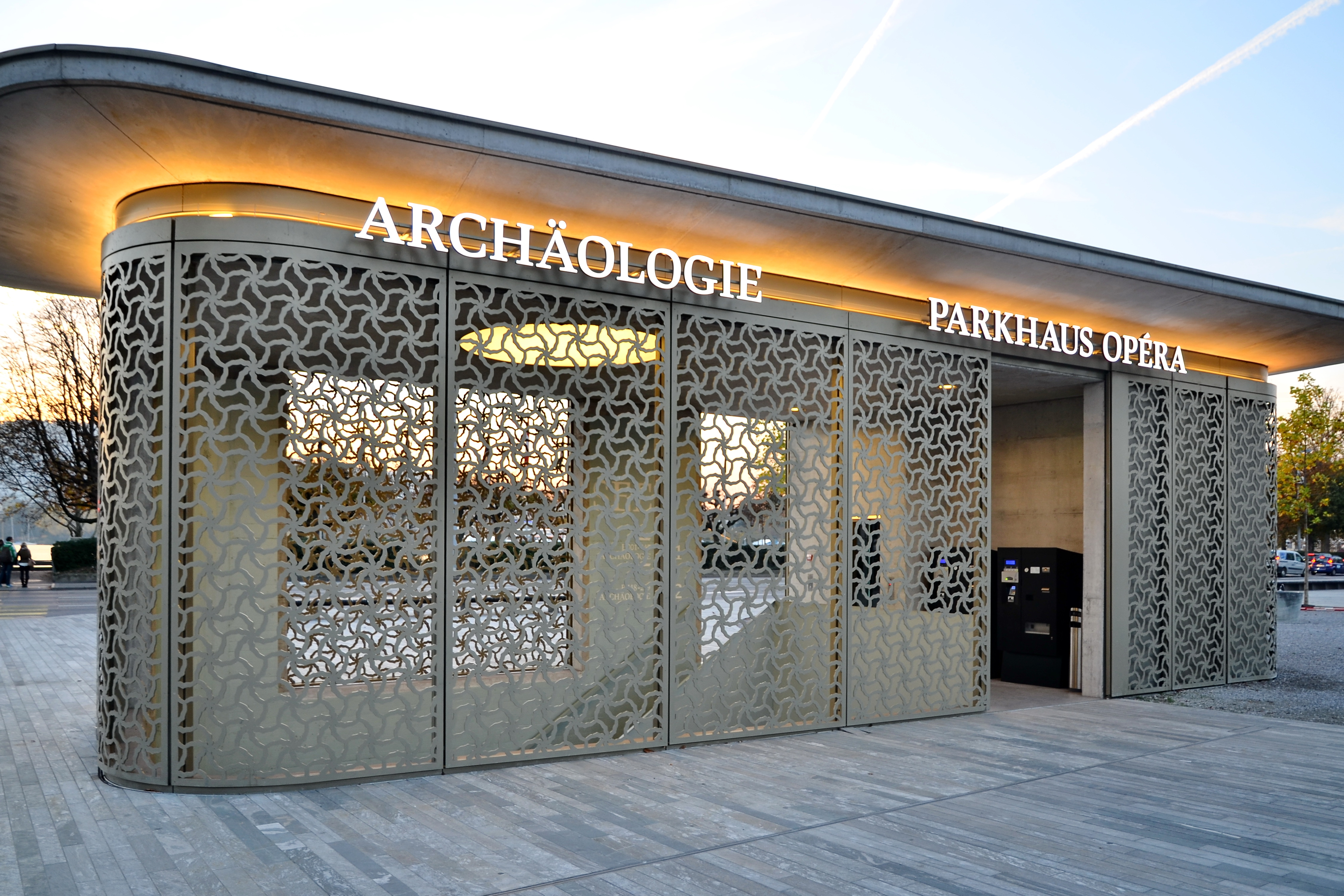
L'entrée de l'exposition archéologique
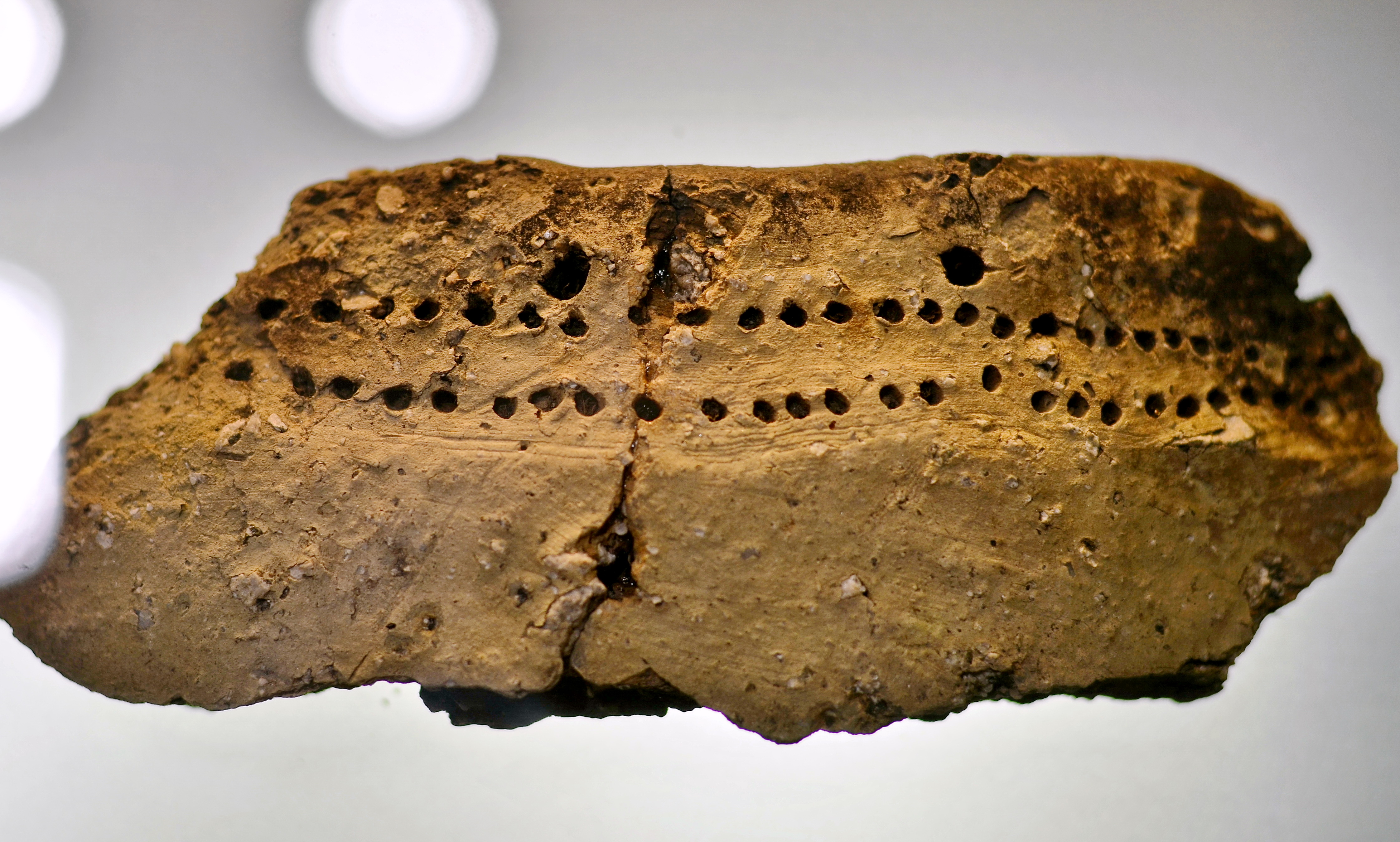
Fragment de céramique de la culture de Horgen
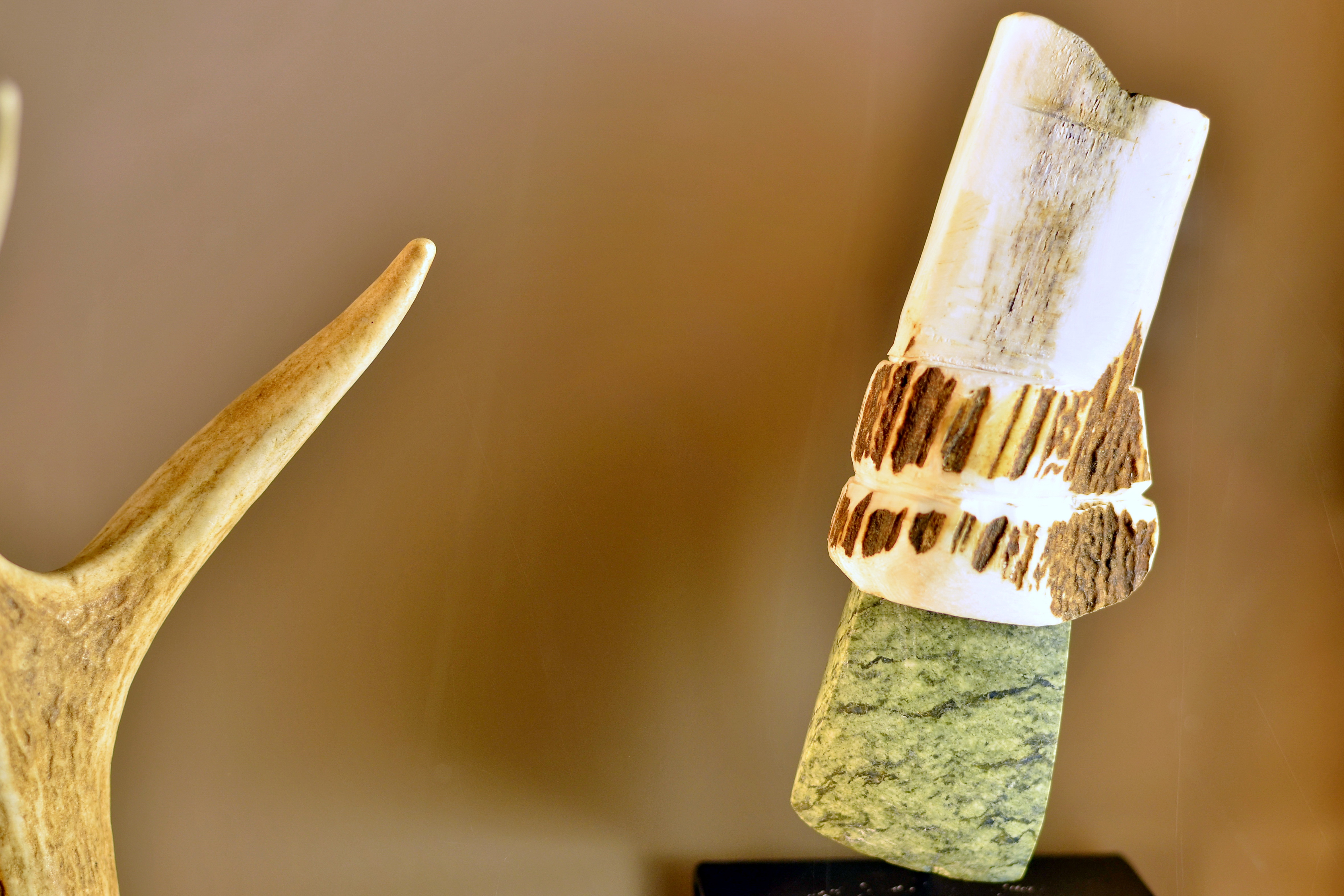
Fragment d'une hache en pierre à tige de la culture de Horgen
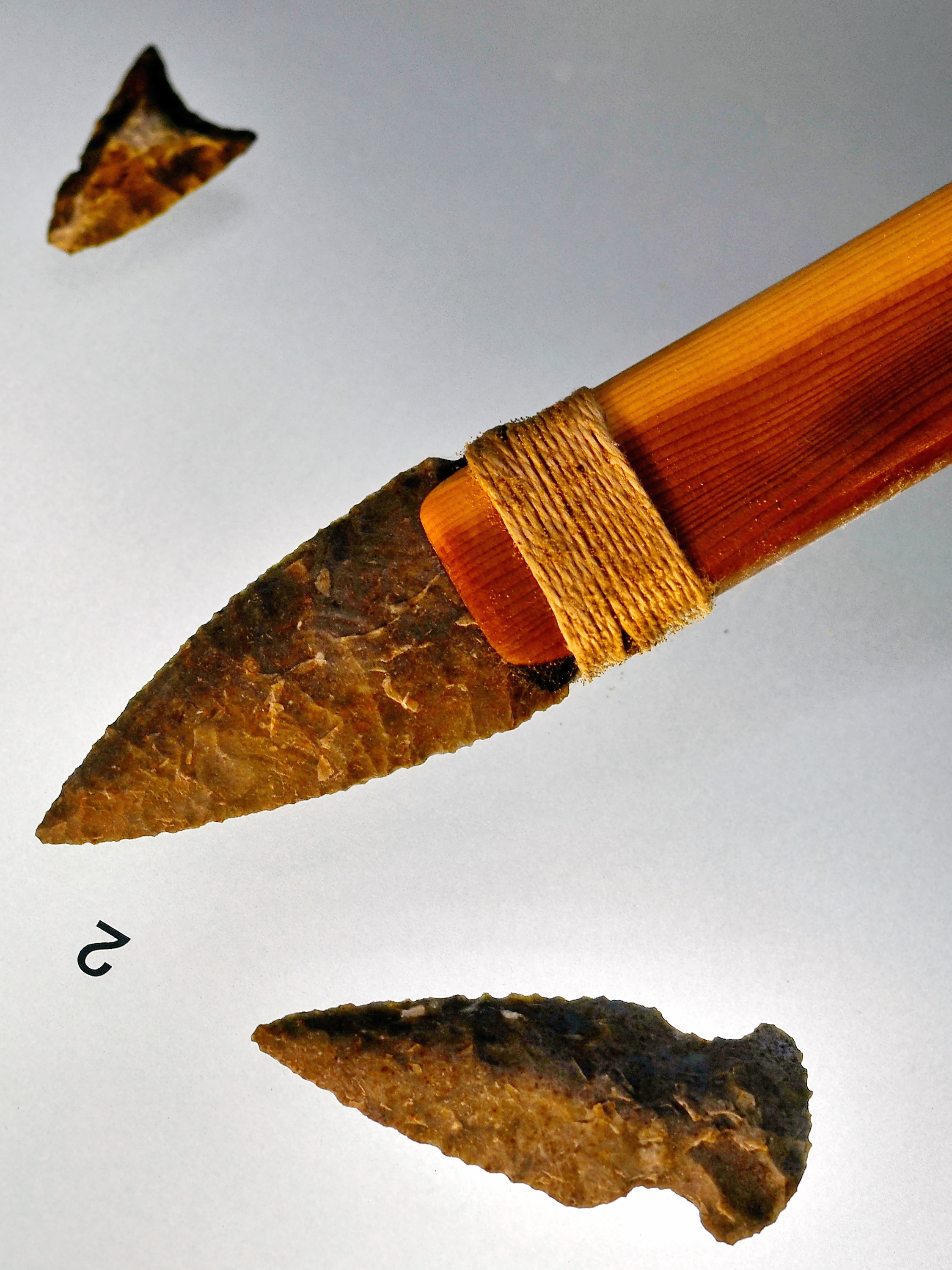
Couteau silex et pointes de flèches en pierre de la culture de Horgen
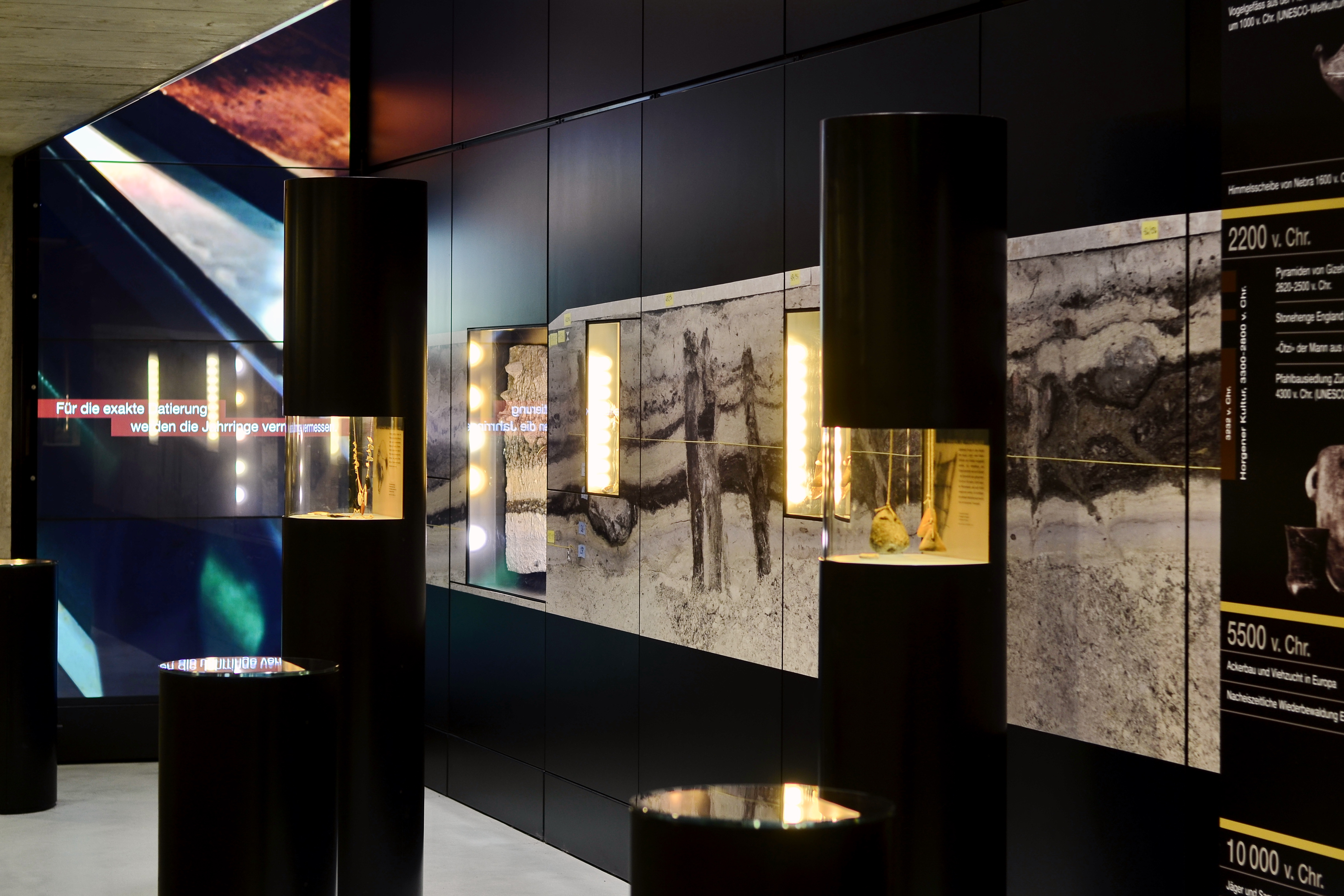
Présentation multimédia dans le pavillon au bord du lac

## Description
Situé sur une ancienne île sur l'estuaire de la rive du lac de Zurich et de la Limmat, le site de Kleiner Hafner est un site très rare, car toutes les périodes d'habitation sur pilotis sont représentées. Des découvertes des cultures néolithiques Egolzwil, Cortaillod et Horgen forment un important assemblage de référence qui permet l'étude du développement culturel à la fin du 5e et au début du 4e millénaire avant Jésus-Christ.

## Trouvailles

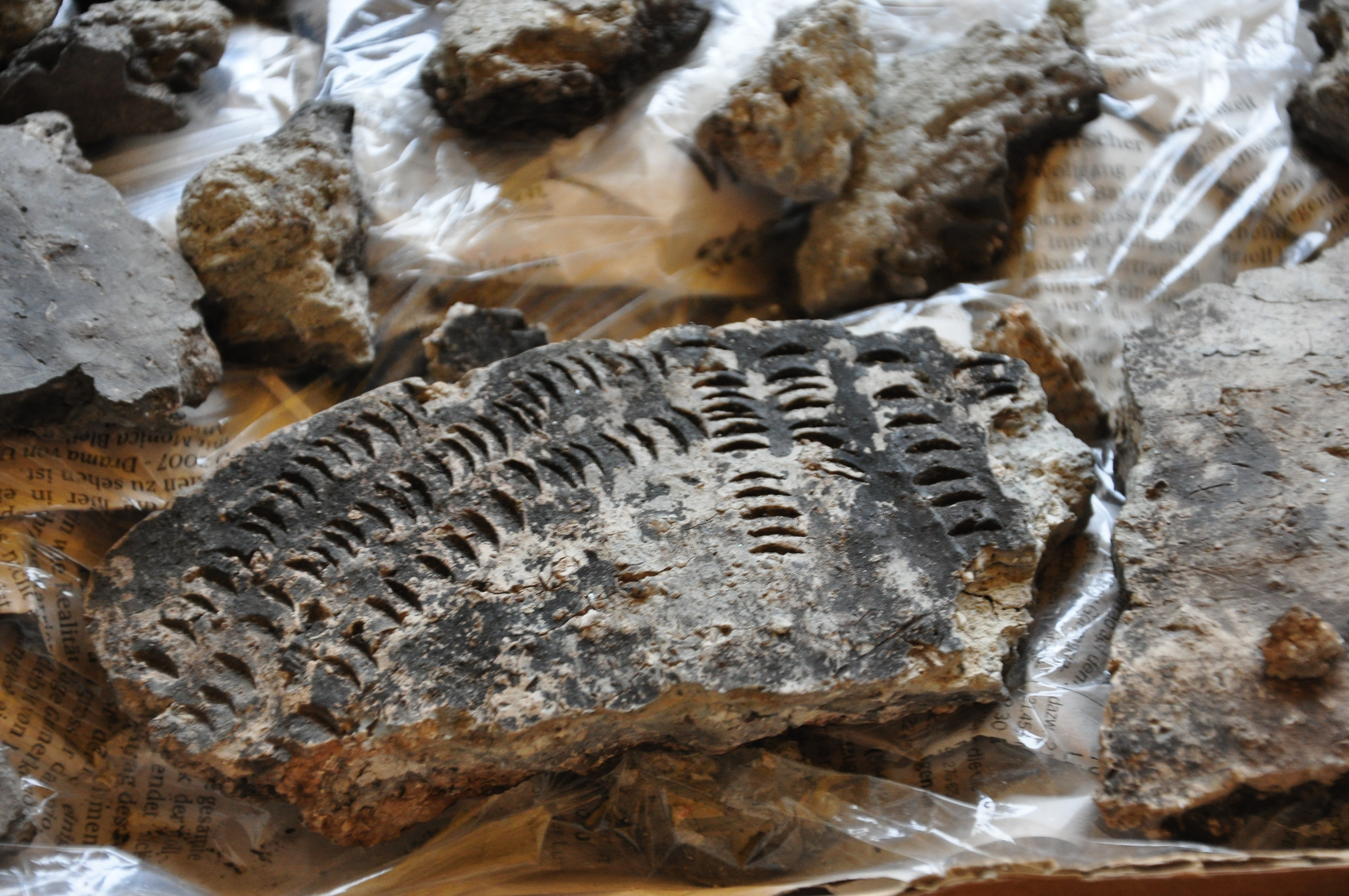
Céramiques de la culture Horgen

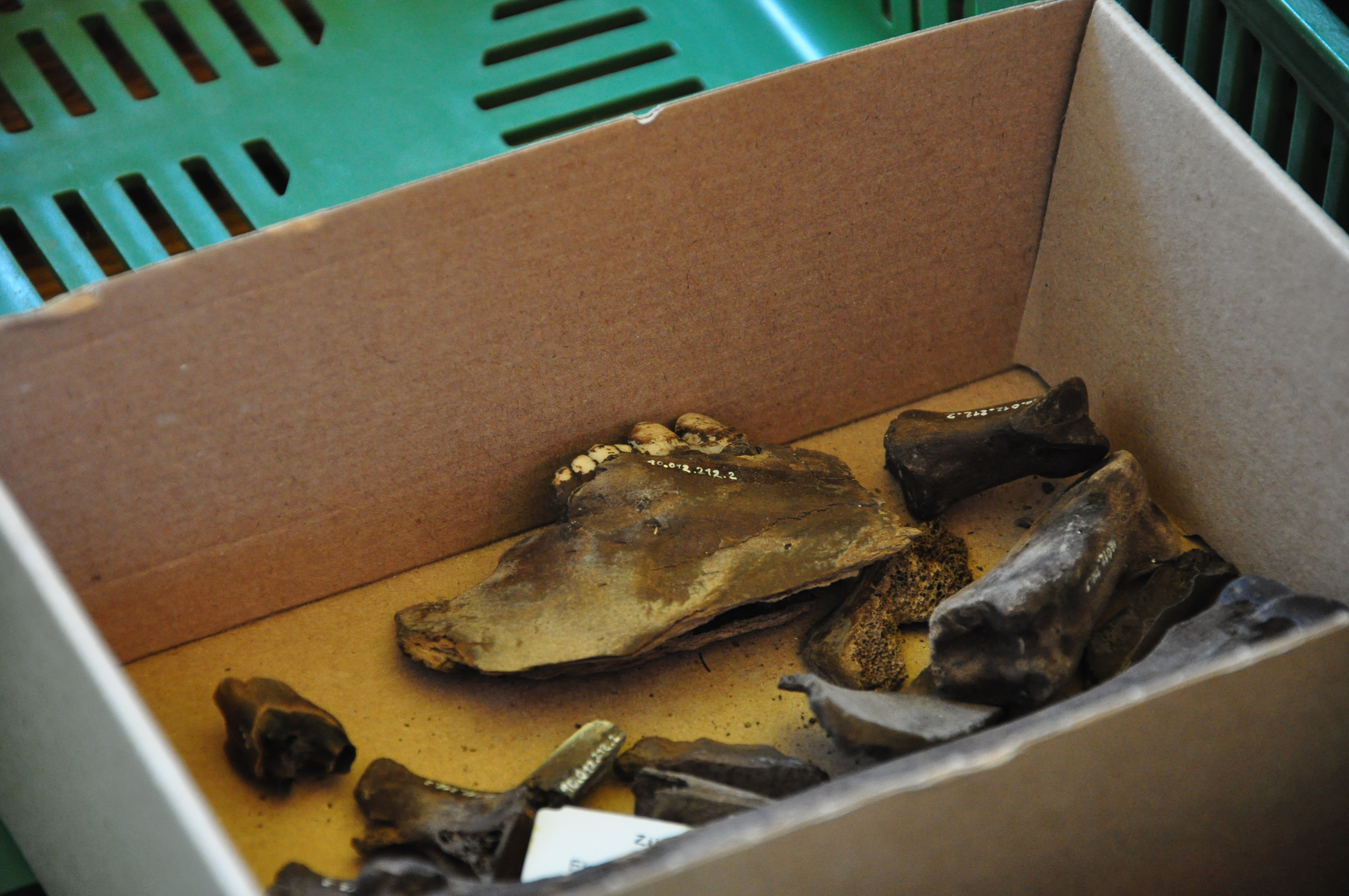
Os d'animaux

Déjà à la fin des années 1860, divers sites préhistoriques ont été découverts dans le cadre de la construction des quais du lac. Ensuite, ces découvertes furent oubliées. Sous la direction de l'ancien archéologue de la ville et pionnier de l'archéologie sous-marine, le Dr Ulrich Ruoff, la redécouverte de la colonie insulaire préhistorique a eu lieu le 24 décembre 1966. Des fouilles faites par des plongeurs ont été effectuées de 1981 à 1984 dans le but d'étudier la stratigraphie des vestiges des colonies néolithiques. Lors des deux campagnes de fouilles, l'équipe de plongée a trouvé le mobilier presque complet des villageois: récipients de cuisson et récipients de stockage en poterie, outils en os, bois de cerf et silex, haches en pierre, restes de textiles et bijoux en dents d'animaux ou perles de pierre. Dans la colonie de l'âge du bronze, les plongeurs trouvèrent des haches en bronze, des couteaux, des hameçons et des bijoux.
De plus, environ 3.000 pieux, ancrages et autres bois, foyers en terre cuite et parties de métiers à tisser, ont été trouvés. Les maisons ont été construites sur des plates-formes, non pas sur le lac, mais au niveau du sol ou surélevées près de la rive du lac, qui a probablement été exposée à plusieurs reprises aux inondations,. Le lac et la Limmat servaient probablement aussi de moyen de transport et de source de nourriture. Grâce aux excellentes conditions de conservation dues à un environnement humide, les scientifiques ont pu approfondir leurs connaissances sur la vie et l'économie de cette colonie, pour la période comprise entre 4350 av. J.-C. et 2400 av. J.-C. Le régime alimentaire des habitants était étonnamment riche : blé, orge, pois, pavot, pommes sauvages, mûres, framboises, fraises, noisettes et corégones, perches, brochets et poissons-chats du lac. On a également trouvé des os d'animaux domestiques, tels que des bovins, des moutons, des chèvres et des porcs, ainsi que des restes d'animaux sauvages, parmi lesquels des aurochs, des cerfs, des chevreuils, des sangliers, des lièvres, des chevaux et des ours. Aucun squelette humain n'a pas été retrouvé lors des fouilles, car ils se sont décomposés sans sites de sépulture. Lors de la rénovation du bâtiment commercial de la Banque nationale suisse sur la Seefeldstrasse en 2011, le département d'archéologie sous-marine a récupéré des tessons de poteries, des outils en pierre et en os, un pendentif en bois et en os d'animaux, ainsi que quelques restes de maisons sur pilotis. La datation a été réalisée grâce à la dendrochronologie et a donné la date de 3684 av. J.-C..

## Protection
En plus de faire partie des 56 sites suisses du site du patrimoine mondial de l'UNESCO Habitations sur pilotis préhistoriques autour des Alpes, le village est également répertorié dans l'inventaire suisse des biens culturels d'importance nationale et régionale en tant qu'objet de classe A d'importance nationale. Par conséquent, la zone est considérée comme un site historique sous protection fédérale, au sens de la loi fédérale suisse sur la nature et le patrimoine culturel (allemand : Bundesgesetz über den Natur- und Heimatschutz NHG) du 1er juillet 1966. La recherche non autorisée et la collecte ciblée de résultats constituent une infraction pénale selon l'art. 24.

## Voir également
- Grosser Hafner

## Littérature
- Peter J. Suter, Helmut Schlichtherle et al.: Pfahlbauten - Palafittes - Palafitte. Palafittes, Bienne 2009. (ISBN 978-3-906140-84-1) .
- Battez Eberschweiler: Ur- und frühgeschichtliche Verkehrswege über den Zürichsee: Erste Ergebnisse aus den Taucharchäologischen Untersuchungen beim Seedamm . Dans: Mitteilungen des Historischen Vereins des Kantons Schwyz, Volume 96, Schwyz 2004[9].